# Canon de marine de 6 pouces BL Mk XXIII
Pour les articles homonymes, voir Canon de 6 pouces.
Le canon de marine de 6 pouces BL Mk XXIII était le canon principal utilisé par les croiseurs légers conventionnels (non antiaériens) des marines britannique et du Commonwealth britannique, construits entre 1930 et la Seconde Guerre mondiale. Plusieurs autres marines l’utilisèrent lorsque des navires furent cédés après la fin de la guerre.

## Description

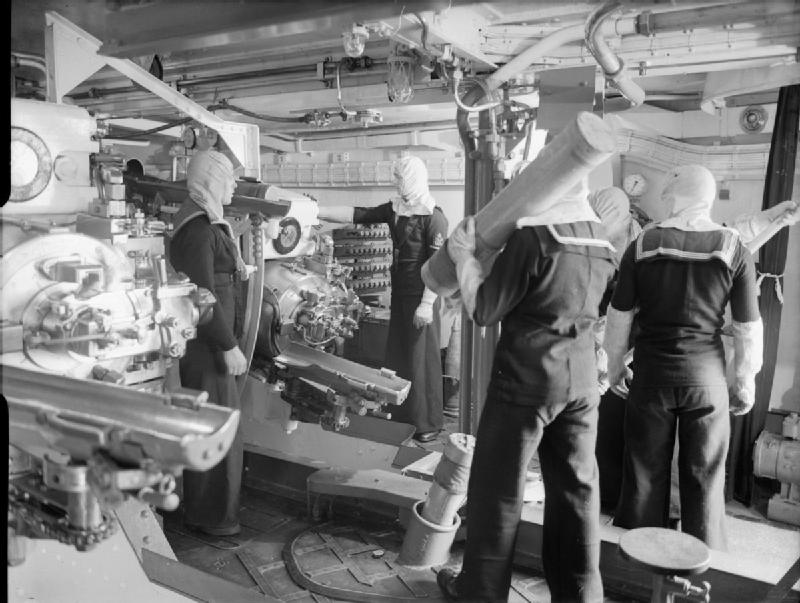
Manipulation de charges de cordite à l'intérieur d'une tourelle d’un Mk XXIII à bord du, en 1943.

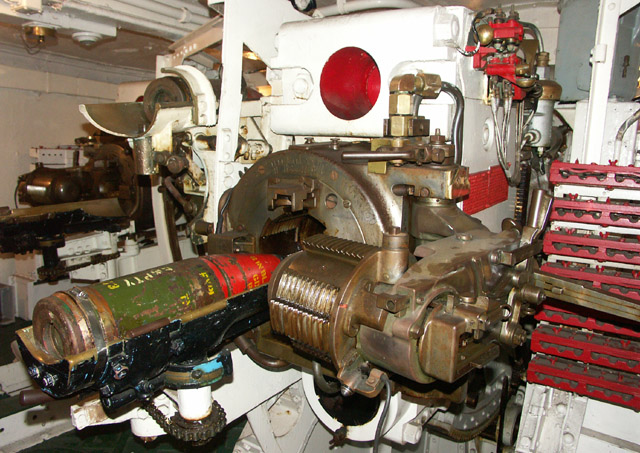
Culasse avec un obus sur le plateau de chargement du canon central d’une tourelle sur l', en 2006.

Il remplaça le canon de marine de 8 pouces BL Mk VIII utilisé sur les premiers croiseurs du traité naval de Washington. Ces canons frettés étaient constitué d’un tube et une manchette de 4,5 mètres avec un bloc de culasse Welin à commande manuelle. Les sacs en tissu contenaient des charges de 14 kg de cordite ou de poudre sans flash lumineux pour un projectile de 51 kg. L'espérance de vie utile d’un canon était de 1 100 charges complètes effectives avec de la cordite standard et de 2 200 charges complètes effectives avec de la poudre sans flash lumineux. La cadence de tir maximale typique était de huit coups par canon et par minute. Il y eut trois types de montures : la Mk XXI à deux canons, la Mk XXII à trois canons et la Mk XXIII à trois canons. Les limites en élévation différaient selon les montures. Les limites en élévation de la tourelle Mk XXI variaient de +60 degrés à -5 degrés et celles de la tourelle Mk XXII étaient de +45 degrés à -5 degrés. Le chargement pouvait être effectué à n'importe quel angle jusqu'à +12,5 degrés, bien que l'angle de chargement préféré se situait entre +7 et +5 degrés pour les trois montures. Les montures Mk XXI et XXII utilisaient un treuil à munitions à « court segment » tandis que le Mk XXIII utilisait un système de treuil à munitions à « long segment », ce qui réduisait les besoins en personnel et augmentait la vitesse du treuil.
Un officier d'artillerie de la marine britannique du HMS Bermuda donna des détails sur le cycle de chargement qui pouvait être atteint dans la tourelle Mk XXIII avec un équipage bien entraîné: "... un cycle de chargement de quatre secondes et demie à 5 secondes était atteint à basse élévation. il fallait deux à trois secondes supplémentaires lorsque les canons avaient une forte élévation pour les tirs à longue distance, le temps s'allongeait à mesure que la fatigue s'installait... ».

## Navires intégrant le canon de6 poucesBL Mk XXIII
| Bâtiment         | Installation des canons                         |
| ---------------- | ----------------------------------------------- |
| HMS Achilles     | Quatre tourelles jumelées Mk XXI de 95 tonnes   |
| HMS Ajax         | Quatre tourelles jumelées Mk XXI de 95 tonnes   |
| HMS Arethusa     | Trois tourelles jumelées Mk XXI de 95 tonnes    |
| HMS Aurora       | Trois tourelles jumelées Mk XXI de 95 tonnes    |
| HMS Belfast      | Quatre tourelles triples Mk XXIII de 175 tonnes |
| HMS Bermuda      | Quatre tourelles triples Mk XXIII de 175 tonnes |
| HMS Birmingham   | Quatre tourelles triples Mk XXII de 150 tonnes  |
| HMS Ceylon       | Trois tourelles triples Mk XXIII de 175 tonnes  |
| HMS Edinburgh    | Quatre tourelles triples Mk XXIII de 175 tonnes |
| HMS Fiji         | Quatre tourelles triples Mk XXIII de 175 tonnes |
| HMS Galatea      | Trois tourelles jumelées Mk XXI de 95 tonnes    |
| HMS Gambia       | Quatre tourelles triples Mk XXIII de 175 tonnes |
| HMS Glasgow      | Quatre tourelles triples Mk XXII de 150 tonnes  |
| HMS Gloucester   | Quatre tourelles triples Mk XXII de 150 tonnes  |
| HMAS Hobart      | Quatre tourelles jumelées Mk XXI de 95 tonnes   |
| HMS Jamaica      | Quatre tourelles triples Mk XXIII de 175 tonnes |
| HMS Kenya        | Quatre tourelles triples Mk XXIII de 175 tonnes |
| HMNZS Leander    | Quatre tourelles jumelées Mk XXI de 95 tonnes   |
| HMS Liverpool    | Quatre tourelles triples Mk XXII de 150 tonnes  |
| HMS Manchester   | Quatre tourelles triples Mk XXII de 150 tonnes  |
| HMS Mauritius    | Quatre tourelles triples Mk XXIII de 175 tonnes |
| HMS Neptune      | Quatre tourelles jumelées Mk XXI de 95 tonnes   |
| HMS Newcastle    | Quatre tourelles triples Mk XXII de 150 tonnes  |
| HMS Newfoundland | Trois tourelles triples Mk XXIII de 175 tonnes  |
| HMS Nigeria      | Quatre tourelles triples Mk XXIII de 175 tonnes |
| HMCS Ontario     | Trois tourelles triples Mk XXIII de 175 tonnes  |
| HMS Orion        | Quatre tourelles jumelées Mk XXI de 95 tonnes   |
| HMS Penelope     | Trois tourelles jumelées Mk XXI de 95 tonnes    |
| HMAS Perth       | Quatre tourelles jumelées Mk XXI de 95 tonnes   |
| HMS Sheffield    | Quatre tourelles triples Mk XXII de 150 tonnes  |
| HMS Southampton  | Quatre tourelles triples Mk XXII de 150 tonnes  |
| HMS Superb       | Trois tourelles triples Mk XXIII de 175 tonnes  |
| HMS Swiftsure    | Trois tourelles triples Mk XXIII de 175 tonnes  |
| HMAS Sydney      | Quatre tourelles jumelées Mk XXI de 95 tonnes   |
| HMS Uganda       | Trois tourelles triples Mk XXIII de 175 tonnes  |

## Trajectoire de l’obus
| Portée  | Élévation | Temps de vol | Angle de descente (à l'impact) | Vitesse d'impact |
| ------- | --------- | ------------ | ------------------------------ | ---------------- |
| 4,6 km  | 2° 23'    | 7 s          | 3° 0'                          | 591 m/s          |
| 9,1 km  | 6° 15'    | 16 s         | 9° 57'                         | 418 m/s          |
| 14 km   | 13° 6'    | 29 s         | 23° 38'                        | 335 m/s          |
| 18 km   | 24° 7'    | 47 s         | 39° 52'                        | 331 m/s          |
| 22,4 km | 41° 4'    | 71 s         | 56° 27'                        | 353 m/s          |

## Munitions

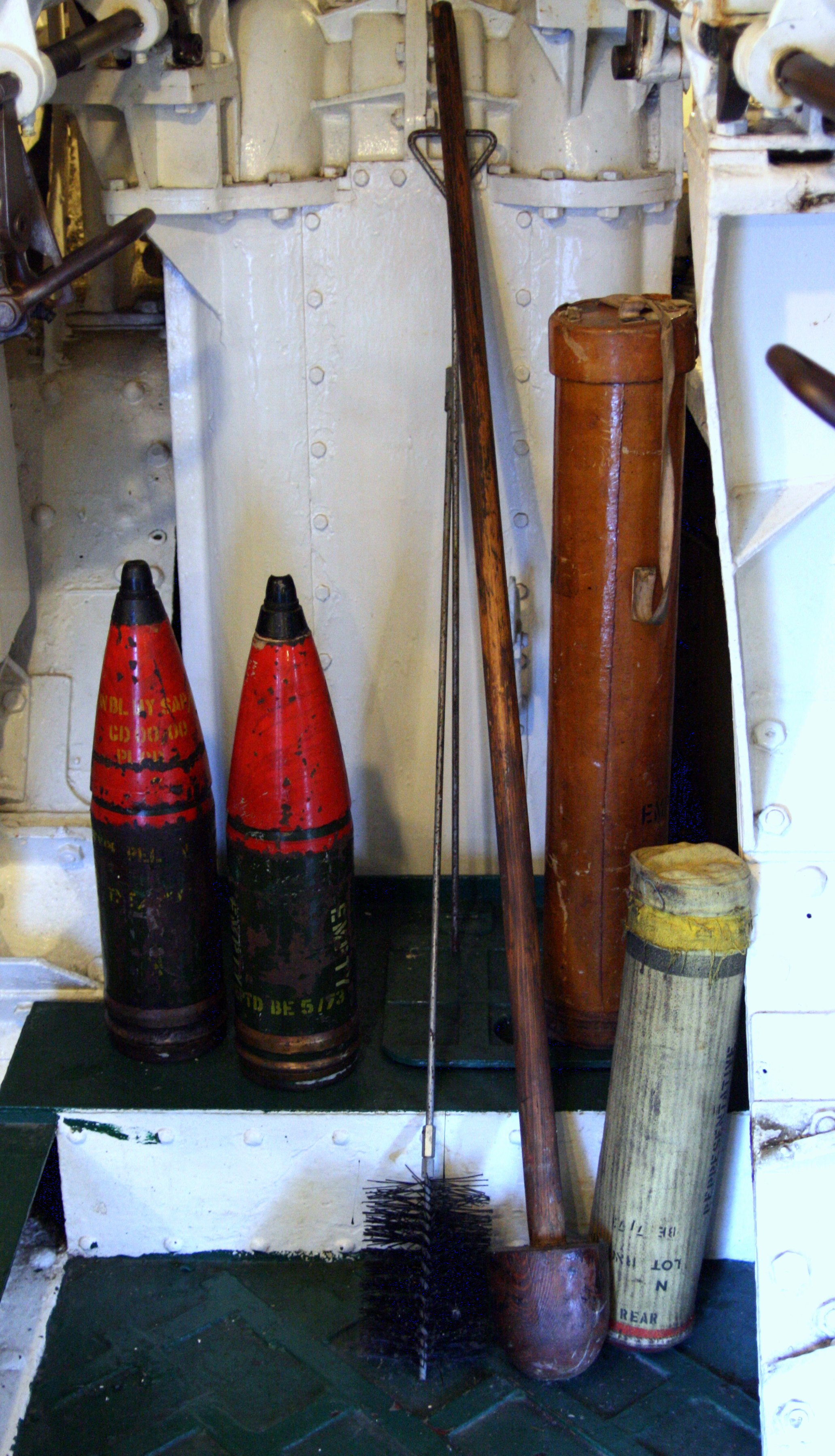
Obus semi blindé (à gauche), charge de cordite (en bas à droite) et emballage de la charge (au centre à droite) sur le HMS Belfast

### Armes ayant un rôle, des performances et d'époque comparables
- Canon de 15 cm SK C/25: Canon allemand pour les croiseurs légers, fonctionnant à une vitesse plus élevée
- Canon de 15 cm SK C/28: équivalent allemand approximatif
- Canon de marine de 152 mm / 55 calibres Modèles 1934 et 1936 (en): équivalent italien fonctionnant à plus grande vitesse
- Canon naval de 15,5 cm/60 Type 3: équivalent japonais légèrement plus grand
- Canon de 6 pouces/47 calibres Mark 16: canon de croiseurs légers américain

## Exemplaires subsistants
- La tourelle Y du HMNZS Achilles, plus tard INS Delhi, est conservée à l'entrée de la base navale de Devonport, à Auckland, en Nouvelle-Zélande.
- Une deuxième tourelle de l'INS Delhi est conservée à l'Académie militaire indienne de Dehradun.
- 12 canons et quatre tourelles sont conservés sur le navire musée HMS Belfast à Londres, au Royaume-Uni
- Un certain nombre de Mark XXIII peuvent également être trouvés à English Heritage ou d'autres sites historiques. Ils sont utilisés pour montrer les premières versions utilisées comme artillerie côtière. Le fort de Tilbury dans l’Essex, a un canon ; le fort de Coalhouse à East Tilbury dans l’Essex a deux canons; Gravesend, dans le Kent, a un canon ; l'emplacement du canon de Tynemouth a un canon.